# Cristiano Lucarelli
Cristiano Lucarelli (4 d'octubre de 1975, Liorna, Toscana, Itàlia) és un exfutbolista italià que ocupava la posició de davanter centre.

## Biografia política
Lucarelli el 2003 jugava amb el Torino a la Serie A (la primera divisió italiana) i en aquell moment cobrava 1,2 milions d'euros anuals. El 2004 va fitxar pel Livorno, que jugava en aquell moment a la segona divisió italiana, tot i tenir ofertes d'altres equips com ara el CSKA Moscou que li oferia 2,5 milions d'euros anuals. Però el Livorno era el seu equip de tota la vida i no va dubtar en anar-hi ha jugar quan li van oferir la possibilitat, tot i cobrar 600.000 euros, la meitat del que rebia fins aquell moment al Torino i menys d'una quarta part del que podria cobrar al CSKA i a més en una categoria inferior com era la Serie B. Un cop firmat el contracte ell mateix va declarar que mai pensaria a deixar el Livorno llevat que l'equip en tragués benefici de la seva sortida.
Políticament parlant, Lucarelli sempre s'ha manifestat comunista (per naixement i vocació) i de votar el partit comunista italià de Rifondazione Comunista. Els seguidors del Livorno sempre han tingut aquestes tendències comunistes i Lucarelli sempre ha estat un més del major grup d'aficionats de l'equip, els BAL (Brigate Autonome Livornesi), l'afició de tendències de més d'esquerra del Calcio. En homenatge a aquest grup fundat l'any 1999, el jugador porta a la seva samarreta el número 99.
Els seguidors del Livorno van realitzar una de les majors sortides en suport al seu equip. Van anar més de 12.000 aficionats al camp del Milan (Giuseppe Meazza), tots ells van anar amb mocadors al cap, per riure's del president del govern italià i del AC Milan Silvio Berlusconi, que havia aparegut públicament amb un mocador al cap per tapar-se una ferida al cap a conseqüència d'un trasplantament capil·lar que s'havia fet.
A l'inici del campionat, quan el Livorno se sentia atacat pels àrbitres, Lucarelli va manifestar: "Estem malvistos perquè som d'esquerres. No és un fet casual, perquè han descendit quatre equips (AC Perugia, Empoli, Ancona i Modena) que tenen seguidors d'esquerres.

## Clubs
- Cuoiopelli - 28 (5) - (Itàlia) - 1992-93
- Perugia Calcio - 7 (0) - (Itàlia) - 1993-95
- Cosenza - 32 (15) - (Itàlia) - 1995-96
- Padova - 34 (18) - (Itàlia) - 1996-97
- Atalanta BC - 26 (5) - (Itàlia) - 1997-98
- València CF - 13 (1) - (País Valencià) - 1998-99
- Lecce - 59 (26) - (Itàlia) - 1999-2001
- Torino Calcio - 55 (10) - (Itàlia) - 2001-03
- Livorno - 146 (92) - (Itàlia) - 2003-2007
- Xakhtar Donetsk - 12 (4) - Ucraïna - 2007-2008
- Parma Football Club - 45 (15) - Itàlia - 2007-2009
- Livorno - 28 (10) - Itàlia - 2009-2010
- Nàpols - 12 (1)- Itàlia -2010-2012

## Internacional
En 1997, jugant amb les categories inferiors de la selecció italiana, Lucarelli va marcar un dels 6 gols que Itàlia marcà contra Moldàvia en un partit classificatori per a l'Eurocopa. Va celebrar el gol amb el puny en alt i mostrant una samarreta amb l'efígie del Che Guevara. Aquest fet va marcar que no se'l tornara a cridar per a jugar amb la selecció.
Tanmateix, Lucarelli sí que arribaria a jugar amb la selecció absoluta, gràcies a les seues bones temporades jugant amb el Livorno. El seu debut va ser tard, als 29 anys, en un amistós contra la selecció de Sèrbia i Montenegro. Va sortir de la banqueta i va marcar en el seu debut internacional a vuit minuts de la conclusió del partit el que va servir perquè Itàlia, amb deu homes, empatés el partit. En total ha jugat dos partits amb la selecció absoluta i ha marcat un gol. Amb la categoria sub-21 va jugar 10 partits marcant igual nombre de gols.

## Estadístiques
- Durant la seva carrera (fins a final de la temporada 2004-05) ha jugat 330 partits i ha marcat 133 gols.
- Amb la samarreta del Livorno ha jugat 76 partits a la lliga italiana a les darreres dues temporades, marcant un total de 53 gols, això li va donar el premi al màxim golejador de la lliga (capocannoniere) de la temporada 2004-05, i de segon màxim golejador (a un del primer) de la Sèrie B el 2003-04
- Ha marcat 65 gols en 201 partits a la Sèrie A (més 13 partits i 1 gol a la Lliga espanyola)
- Ha marcat 62 gols a la sèrie B en 112 partits.